# Carl August Bolle

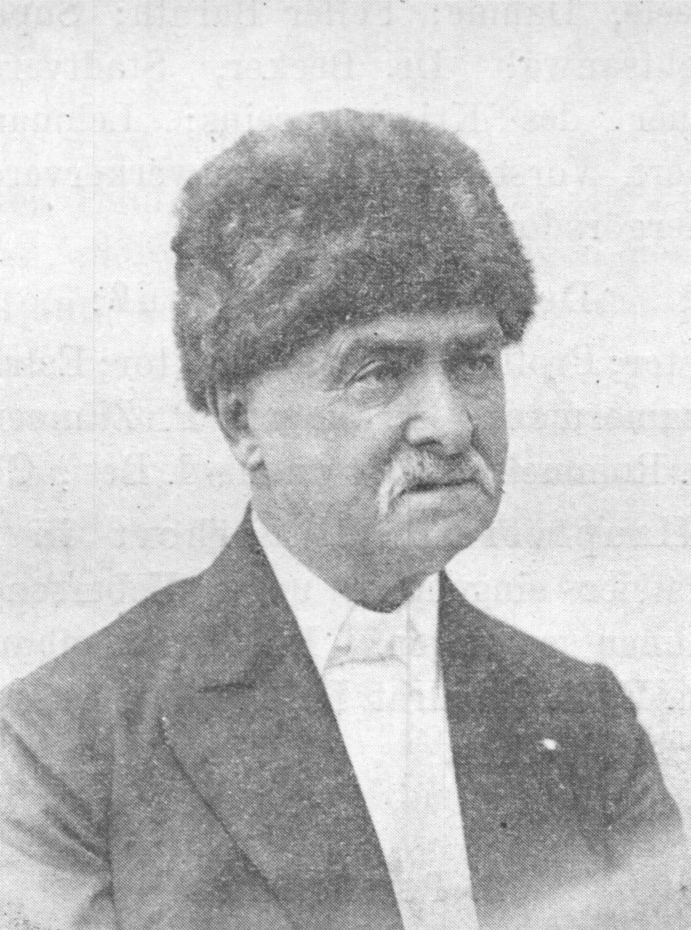
Carl Bolle (1902)

Carl August Bolle, auch Karl, (* 21. November 1821 in Schöneberg; † 17. Februar 1909 in Berlin) war ein deutscher Naturforscher und Sammler. Sein offizielles botanisches Autorenkürzel lautet „Bolle“.

## Leben und Wirken
Carl Bolle war ein Sohn des wohlhabenden Berliner Brauereibesitzers David Bolle und dessen Frau Henriette Bolle geb. Marggraf. Er besuchte das Französische Gymnasium und studierte ab 1841 Medizin und Naturgeschichte an der Friedrich-Wilhelms-Universität Berlin und an der Rheinischen Friedrich-Wilhelms-Universität Bonn. Er wurde 1842 Mitglied der Burschenschaft Fridericia Bonn.
1846 wurde er in Berlin mit der Arbeit De vegetatione alpina in Germania extra Alpes obvia (Über die alpine Vegetation in Deutschland außerhalb der Alpen) zum Dr. med. promoviert. Er übte allerdings nie den Beruf eines Mediziners bzw. Arztes aus, sondern widmete sich ganz seinen naturkundlichen Interessen. Er besuchte 1852 und 1856 die Kapverdischen und Kanarischen Inseln und schrieb 1857 Mein zweiter Beitrag zur Vogelkunde der Canarischen Inseln.
Bolle wurde 1855 zum Mitglied der Gelehrtenakademie Leopoldina gewählt. Er war 1867 Gründungsmitglied der Deutschen Ornithologen-Gesellschaft (D-OG) und folgte 1884 Alfred Brehm als Vorsitzender. Auch wirkte er in der Deutschen Dendrologischen Gesellschaft und in der „Brandenburgia“.
1867 kaufte er von der Familie v. Humboldt die Insel Scharfenberg bei Tegel, nördlich von Berlin. Hier erbaute er 1883 eine Villa und legte einen Dendrologischen Garten (Arboretum) an. Die Villa wurde 1951 abgerissen, doch haben sich einige von ihm gepflanzte Bäume erhalten. Sein Grab befand sich auf dem Alten St.-Matthäus-Kirchhof in Schöneberg. Das Grabmal steht heute auf der Insel Scharfenberg.

## Ehrungen
Bolles Lorbeertaube (Columba bollii) wurde von Frederick DuCane Godman nach ihm benannt, auch die Säulen-Silberpappel Populus alba var. bolleana, heute Populus alba 'Pyramidalis', trug seinen Namen.
Weiter wurden die Gattungen Bollea Rchb.f. aus der Familie der Orchideen (Orchidaceae) und Bollaea Parl. aus der Familie der Amaryllisgewächse (Amaryllidaceae) nach ihm benannt.

## Schriften (Auswahl)
- Die Eichenfrucht als menschliches Nahrungsmittel. In: Zeitschrift des Vereins für Volkskunde. Band 1, 1891, S. 138–148.